# Шокша (народ)
Шокша — етнічна група ерзян. Мова — шокшінський діалект ерзянської мови фіно-волзької підгрупи уральської родини.
Шокша проживає в 15 населених пунктах Теньгушевського району Мордовії (Баєво, Березняк, Вяжга, Дуднікове, Коляєво, Кураєво, Мала Шокша, Мельсетьєво, Мокшанка, Нараватово, Сакаєво, Стандрово, Шелубей, Шіромасово, Шокша) і в 5 Торбеєвського району (Дракіно, Кажлодка, Травневий, Федорівка, Якстере Теште). Загальна чисельність — близько 10 000 осіб.
Перебуваючи тривалий час в близькому сусідстві з мокшею, зазначена група ерзян зазнала значного її впливу в мові, деяких елементах побуту та культури. Але вплив цей виявився не настільки сильним, щоб привести до втрати ерзянської самосвідомості. Судячи з матеріалів породинного обстеження жителів Шокша, проведеного в 1979 вченими на чолі з Н. Мокшіном, самі вони відносять себе до ерзі.

## Джерело
- http://www.erzan.ru/news/erzyano-okskii-rod-i-o-zagadke-naroda-meshhera [Архівовано 4 березня 2014 у Wayback Machine.]